# Guillaume d'Avaugour
 (juin 2019).
Si vous disposez d'ouvrages ou d'articles de référence ou si vous connaissez des sites web de qualité traitant du thème abordé ici, merci de compléter l'article en donnant les références utiles à sa vérifiabilité et en les liant à la section « Notes et références ».
Guillaume d'Avaugour est l'un des plus fidèles serviteurs de Charles VII.

## Origine
Il appartient à la branche d'Avaugour du Parc, en Brecé. Il eut pour femmes Marie de Couliette, veuve de Gilles de Quatrebarbes, puis Blanche de la Tour-Landry.

## Homme d'armes
Dès 1417, il figure au nombre des hommes d'armes attachés à la personne du dauphin, futur Charles VII. En juin 1417, il fait partie de l'expédition qui va au secours de la place de Saint-Florentin, près d'Auxerre, attaquée par Jean Ier de Bourgogne, duc de Bourgogne. 
Il est capitaine de 100 hommes d'armes et de 60 hommes de trait, au mois de juin 1418, puis voit sa compagnie bientôt portée au double. Il est nommé bailli de Touraine le 18 octobre 1418. 
Lors du Traité de Pouilly-le-Fort (11 juillet 1419) et surtout lors de l'Assassinat de Jean Ier de Bourgogne (10 septembre 1419), il figure au premier rang. C'est lui qui, avant les premiers coups portés, somme les gens de Jean Ier de Bourgogne de se retirer. 
Conseiller et chambellan du dauphin, en 1420, sa fonction semble être de lui avancer l'argent. Il reçoit en nantissement de ses avances, le 20 octobre 1420, la châtellenie d'Ubril et un témoignage écrit de la confiance du prince. Éloigné un instant pour satisfaire aux exigences des circonstances, comme ayant contribué au meurtre du duc de Bourgogne, il n'en resta pas moins le dévoué serviteur du dauphin. Ce dernier devenu roi, l'emploie avec Robert Le Maçon à négocier un accommodement avec Jean V de Bretagne, duc de Bretagne (mai 1424). 
Ainsi que les premiers officiers de la Cour, il contresigne, le 7 mars 1425, les lettres de Charles VII nommant le comte de Richemont, connétable et reçoit de ce dernier la promesse qu'il l'aimera et le protégera toujours. Ceci n'empêche pas que, dès le mois de juillet 1425, il soit éloigné du conseil et privé de son bailliage de Touraine, remplacé pour lui par une pension sur le grenier à sel de Tarascon. De 1434 à 1440 il est gouverneur du dauphin, et commandait à Tours, en 1444.

## Famille
Il épouse en premières noces Catherine N... puis Marie de Couliette, en secondes noces (voir : Château d'Ampoigné). En 1434, d'Avaugour a des prétentions sur la seigneurie d'Ampoigné, et il réussit à obtenir, du duc d'Alençon, une dispense de garde à Château-Gontier. Veuf de Marie de Couliette, il épouse Blanche de la Tour-Landry qui dut se faire rembourser des sommes importantes prêtées au roi de France par son époux qui meurt en 1447.  Blanche de la Tour-Landry eut encore à se faire rembourser les sommes importantes prêtées au roi par son mari. Le sceau de ce dernier est ainsi décrit par Dom Morice : sceau, un cerf ; supports, deux griffons ; cimier, une tête de griffon.

## Sources
- « Guillaume d'Avaugour », dans Alphonse-Victor Angot et Ferdinand Gaugain, Dictionnaire historique, topographique et biographique de la Mayenne, Laval, A. Goupil, 1900-1910 [détail des éditions] (BNF 34106789, présentation en ligne), t. I.